# Alfons Bentele
Alfons Bentele (ur. 2 sierpnia 1899 w Isenbrelzhofen, data śmierci nieznana) – zbrodniarz nazistowski, jeden z funkcjonariuszy pełniących służbę w niemieckich obozach koncentracyjnych i SS-Hauptsturmführer.
Z zawodu cukiernik. Od 1 czerwca 1918 do 1 marca 1919 pełnił służbę w niemieckiej armii. Członek NSDAP od 1 marca 1930 (nr legitymacji partyjnej 210411) i SS od 1 czerwca 1930 (nr identyfikacyjny 2043). We wrześniu 1934 rozpoczął służbę w administracji obozu w Dachau, gdzie kierował między innymi wydziałem gospodarczym. 1 marca 1935 przeniesiono go do sztabu Reichsführera-SS, a następnie do obozu szkoleniowego jednostek SS-Totenkopf w Dachau. Od 8 listopada 1936 do 5 lipca 1937 był funkcjonariuszem Urzędu Administracyjnego SS.
12 lipca 1938 przydzielono go do obozu w Mauthausen, gdzie sprawował funkcję kierownika wydziału odpowiedzialnego za gospodarowanie pomieszczeniami i magazynami. Od 1 września 1941 do 28 maja 1942 kierował administracją w obozie Majdanek. Takie samo stanowisko sprawował w obozach Arbeitsdorf (29 maja - 15 września 1942) i Neuengamme (16 września 1942 – 16 marca 1943). Powrócił następnie do kompleksu obozowego Mauthausen, gdzie był komendantem podobozów Ebensee (do marca 1944) i Schlier (do 3 maja 1945).
Zmarł we francuskim obozie jenieckim. Należał do organizacji Lebensborn.